# 이중준

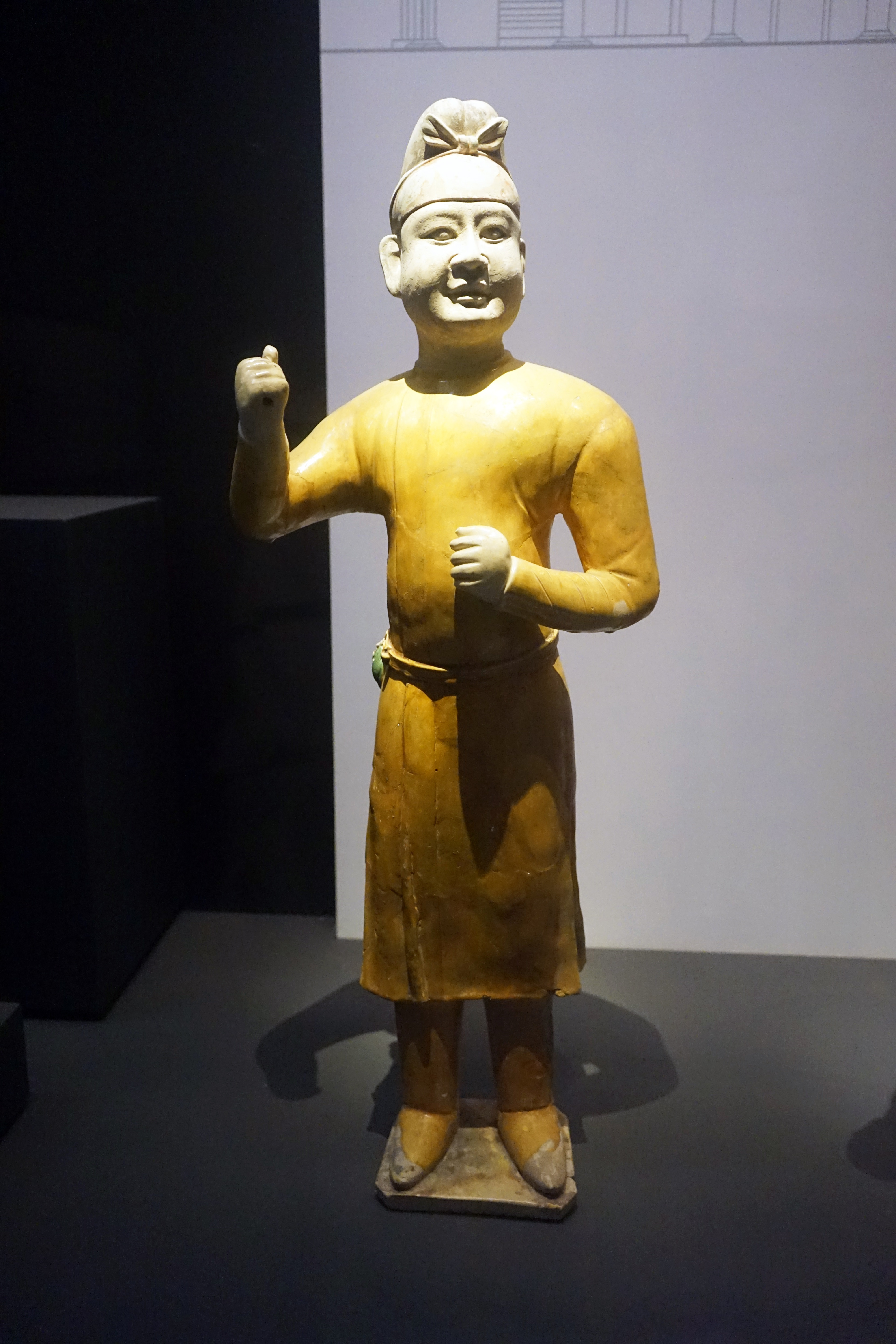
절민태자의 묘에서 발굴된 삼채 견마용(牵馬俑).

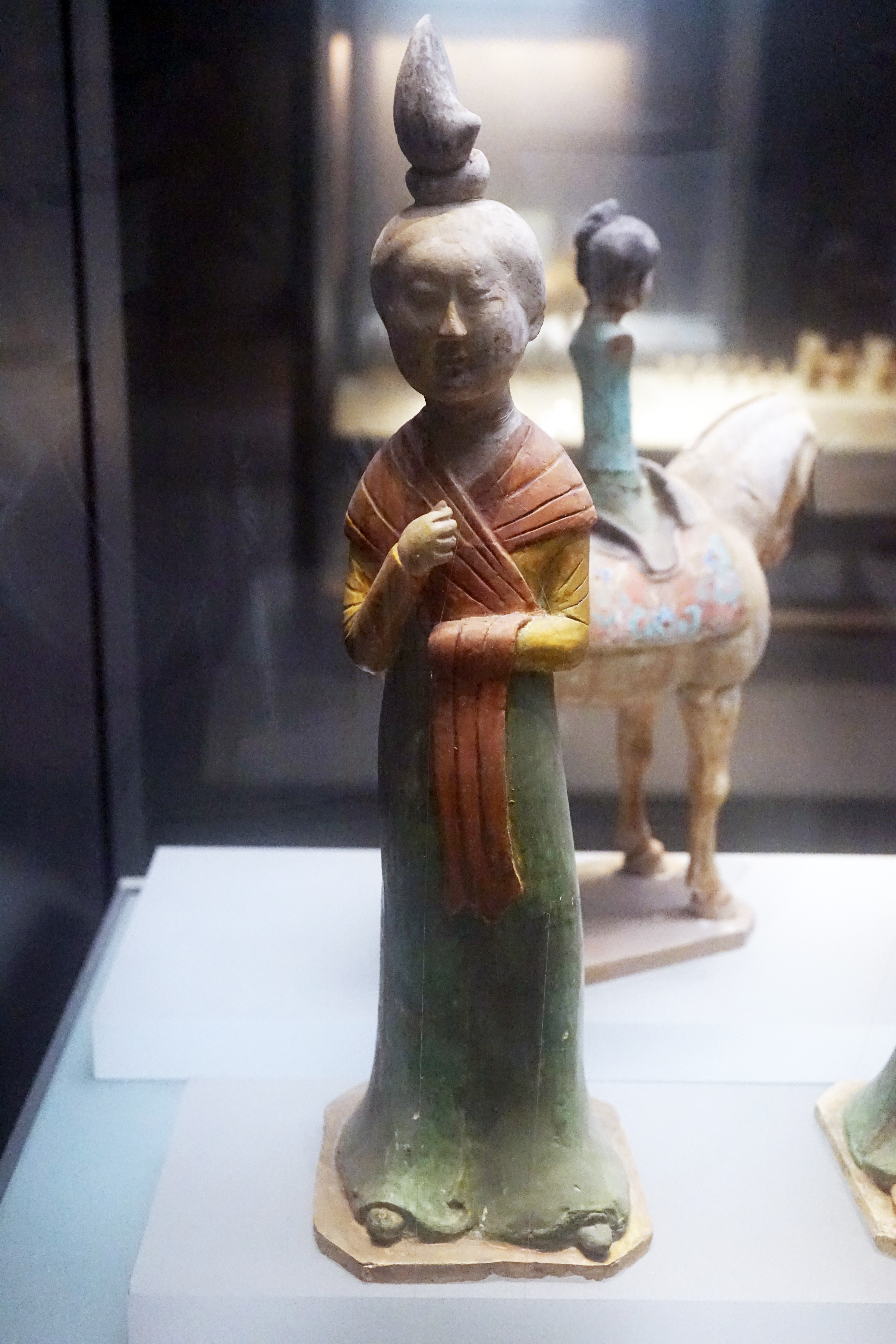
절민태자의 무덤에서 발굴된 시녀 토용.

이중준(李重俊, ? - 707년)은 중국 당(唐) 왕조 중종(中宗)의 셋째 아들이다.

## 생애
698년 의흥군왕(義興郡王)으로 봉해진 것을 시작으로 좌위대장군(左衛大将軍)으로 승진하였고 양주대도독(揚州大都督)을 겸임하게 되었다. 아버지 중종이 복위한 이듬해인 신룡 2년(706년) 가을, 형인 초왕 중복을 제치고 황태자로 책봉되었다. 그러나 위황후 소생도 아니었기에 위황후의 시기를 샀으며, 위황후 소생의 이복 여동생인 안락공주(安楽公主) 역시 황태녀(皇太女)의 지위를 노리며 자신의 남편 무숭훈(武崇訓)이나 그 아버지 무삼사(武三思)와 함께 중준을 '노비놈(奴)'이라 욕하며 매도하고 다녔다.
위기감을 느낀 중준은 병부상서(兵部尚書) 위원충(魏元忠)과 몰래 결탁하고 707년 7월 신축(6일) 성왕(成王) 천리(千里)와 좌우림대장군(左羽林大将軍) 이다조(李多祚) ・ 우우림장군(右羽林将軍) 이사충(李思沖) ・ 이승황(李承況) ・ 독고의지(独孤禕之) ・ 사타충의(沙吒忠義) 등과 결탁해 쿠데타를 도모하였다. 그는 천자의 조(詔)라며 좌우 우림(羽林) 병사 및 천기(千騎) 3백 명을 동원해, 위황후를 비롯해 무삼사(武三思) ・ 무숭훈(武崇訓) 부자와 안락공주, 상관완아(上官婉兒)를 죽이고자 하였다.
중준은 우선 위황후의 신임을 사고 있던 무삼사, 무숭훈 부자를 그 저택에서 죽이고, 아울러 무삼사의 당여 10여 명도 주살했다. 아울러 성왕 천리를 보내 궁성의 여러 문을 지키게 하고 중준 자신은 병사를 거느리고 숙장문(肅章門)에서 관문 지키던 자를 죽이고 들어가 위황후와 안락공주 모녀, 상관완아 등을 죽일 계획이었으나, 군세는 현무문(玄武門) 밖에서 좌우림장군(左羽林將軍) 유인경(劉仁景) 등의 궁성 수비군에게 저지당해 궁으로 들어가지 못한다.
중종이 위황후와 함께 현무문에 나타나 직접 중준의 군세를 회유하자 군관 왕환(王歡) 등이 창끝을 돌려 이다조 ・ 이승황 ・ 독고의지 ・ 사타충의 등을 죽였다. 이에 집단은 무너져 흩어졌다.
쿠데타에 실패한 태자 중준은 자신의 부하 1백 기만을 거느린 채 장안을 탈출해 종남산(終南山)으로 달아나려 했지만, 중종은 과의군장령(果毅軍將領) 조사진(趙思慎)을 시켜 그를 뒤쫓게 했고, 중준은 호현(鄠縣) 40리 앞에서 자신의 친병에게 살해되었다. 중종은 중준의 수급을 가져다 태묘(太廟)에 제사하고 무삼사, 무숭훈 부자의 관 앞에 바쳤다고 한다.
중준이 태자로 있던 시절의 동궁 소속 관리들은 중준이 죽은 뒤에 달아나 숨어버렸는데, 영화현(永和縣)의 현승(縣丞)을 맡고 있던 영가욱(甯嘉勗)이라는 사람이 나서서 중준의 목 앞에서 곡을 하고 자신의 옷을 벗어서 중준의 목을 덮었는데, 이 일로 종초객(宗楚客)에 의해 한직으로 내쳐져 부임하던 도중에 죽임을 당하였다. 위원충 역시 중준과 통모하였다는 이유로 종초객의 모함을 사서 거주사마(渠州司馬)에 이어 사주(思州) 무천위(務川尉)로 내쳐져 가던 도중에 부릉(涪陵)에서 사망하였다. 황족으로써 아들 천수왕(天水王) 희(禧)와 함께 중준의 거병에 동참했던 성왕 천리는 중준이 죽은 뒤 예순두 살의 나이로 처형되었으며, 성씨도 복씨(蝮氏)로 고쳐졌다.
예종(睿宗)이 즉위한 뒤에 절민태자(節愍太子)라는 시호가 내려졌으며, 중준과 함께 거병에 가담했던 자들에 대한 복권이 이루어질 수 있었다.
1996년 중국 산시성(陕西省) 웨이난시(渭南市) 푸핑현(富平县)에서 절민태자의 무덤과 함께 태자의 시책문과 애책문이 발굴되었다.

## 가족관계
절민태자 중준은 당 중종의 셋째 아들로 생모는 밝혀져 있지 않으며, 당 중종이 어느 시점에서 맞이했던 후궁이거나 일찍 요절한 것으로 추정되고 있다.
절민태자의 부인 양씨(楊氏)는 당 현종의 후궁으로 당 숙종의 생모가 되어 원헌황후(元獻皇后)로 추존된 귀빈(貴嬪) 양씨와는 자매지간으로 당 숙종과는 이종사촌간이다.
태자의 아들 종휘(宗暉)는 예종에 의해 호양군왕(湖陽郡王)에 봉해졌으며 현종 천보(天寶) 연간에 태상원외경(太常員外卿)에 이르렀으나, 절민태자비 양씨의 묘지명인 《절민태자비묘지명》(節愍太子妃墓志銘)에 따르면 양씨 소생은 아니다.